# Gunnar Nordmark
Gunnar Jan Axel Nordmark, född 25 april 1954 i Växjö, är en svensk politiker (liberal). Han var ordinarie riksdagsledamot 2002–2006, invald för Kronobergs läns valkrets.
I riksdagen var han ledamot i valprövningsnämnden 2002–2007. Han var även suppleant i finansutskottet, miljö- och jordbruksutskottet, trafikutskottet och utrikesutskottet.
2011–2014 var han ordförande för regionfullmäktige för Regionförbundet södra Småland.
Nordmark är idag verksam som lärare vid Elin Wägnerskolan i Växjö och har förtroendeuppdrag inom Växjö kommun och Region Kronoberg. Nordmark är bland annat sedan november 2022 1:e vice ordförande i regionfullmäktige. 
Han var fram till mars 2019 ledamot i Insynsrådet för länsstyrelsen i Kronobergs län.
Nordmark var förbundsordförande för Liberalernas länsförbund i Kronobergs län, från 1998 till och med februari 2023, då han lämnade uppdraget på egen begäran.